# Into the Night Life
"Into the Night Life" è una canzone di Cyndi Lauper scritta insieme a Peer Åström, Johan Bobäck e Max Martin, e pubblicata nell'album Bring Ya to the Brink.
Cyndi Lauper ha spiegato in un'intervista al Entertainment Weekly come il titolo della canzone che rimanda alla vita notturna nella città di New York, sia stato ispirato dal romanzo di Lawrence Ferlinghetti A Coney Island of the Mind, autore che si è ispirato, a sua volta, dal libro Into the Night Life di Henry Miller.
Negli Stati Uniti, tra i vari show televisivi si segnala il 19 maggio 2008, durante la manifestazione "NewNowNext", organizzata da Logo-MTV, Cyndi Lauper, oltre a presentare una categoria per le nomination in gara, si esibisce con Into the Night Life. Cyndi Lauper si esibisce con Into the Night Life anche in una puntata di Così gira il mondo, soap-opera che negli Stati Uniti è mandata in onda dalla CBS, insieme ad un'altra canzone, True Colors.

## Singolo
Il singolo Into the Night Life, secondo estratto dopo Same Ol' Story, viene pubblicato ufficialmente nel Regno Unito, per il mercato europeo.
Negli Stati Uniti Into the Night Life, non ufficializzato come un singolo vero e proprio, è stato sponsorizzato tramite il video, qualche show televisivo e radiofonico; e con delle versioni remix, rese disponibili in rete, durante il periodo estivo.
Negli Stati Uniti Into the Night Life, tra agosto e settembre, è riuscito a scalare la classifica Dance di Billboard.
L'uscita del singolo Into the Night Life in Europa, anticipa di qualche settimana l'inizio del tour mondiale di Bring Ya to the Brink.
I remix, disponibili sia a livello promozionale, su supporto CD che su "singolo digitale", sono stati pubblicati dalla Epic, sotto-etichetta della major Sony.

### Singolo Promozionale
Negli USA il singolo promozionale, stampato su supporto CD, è stato reso disponibile anche nella rete e contiene soltanto il brano Into the Night Life.
La versione promozionale europea, stampata su supporto CD, è stata fatta circolare in Germania; ha dei remixes in più, e con un altro ordine, rispetto, sia alla versione americana che a quella pubblicata nel Regno Unito.

#### USA
1. Soul Seekerz Club Mix - 7:43
2. Jody Den Broeder Club Mix - 7:19
3. Soul Seekerz Dub - 7:41
4. Jody Den Broeder Dub - 7:49
5. Soul Seekerz Radio Mix - 3:52
6. Jody Den Broeder Radio Mix - 4:03
7. Jody Den Broeder Mixshow - 5:08
8. Album Version - 4:01

#### Germania
1. Soul Seekerz Club Mix (7:43)
2. Soul Seekerz Dub (7:43)
3. Soul Seekerz Radio Edit (3:53)
4. Johnny Pinkfinger vs Mihell Mix (7:39)
5. Jody Den Broeder Mixshow (5:10)
6. Ruff Loaderz Club Mix (7:34)
7. Jody Den Broeder Club Mix (7:22)
8. Jody Den Broeder Radio Mix (4:02)
9. Jody Den Broeder Dub (7:49)

### Singolo Digitale
Il singolo digitale, contiene soltanto il brano "Into the Night Life"

#### UK
1. Soul Seekerz Club Mix - 7:43
2. Jody Den Broeder Mixshow - 5:10
3. Ruff Loaderz Club Mix - 7:34
4. Johnny Pinkfinger vs Mihell Mix - 7:39
5. Soul Seekerz Dub - 7:43
6. Jody Den Broeder Club Mix - 7:22
7. Soul Seekerz Radio Edit - 3:53
8. UK Radio Edit - 3:56

## Classifica
Il 26 luglio 2008, Into the Night Life fa il suo debutto negli Hot Dance Club Play (classifica dance di Billboard) al Numero 38, raggiungendo il Numero 16 il 2 agosto.

## Video
Tra quelli scelti per promuovere Bring Ya to the Brink, il brano Into the Night Life è l'unico di cui è stato realizzato un video.
Il videoclip per Into the Night Life è stato girato il 20 maggio 2008, allo Splash Bar di New York; hanno partecipato anche persone comuni che sono state invitate sotto richiesta del sito ufficiale.